# Queen Elizabeth (lớp thiết giáp hạm)
Lớp thiết giáp hạm Queen Elizabeth bao gồm năm chiếc thiết giáp hạm thế hệ siêu-dreadnought của Hải quân Hoàng gia Anh. Tên của lớp được đặt nhằm tôn vinh Nữ hoàng Elizabeth đệ nhất của Anh. Lớp thiết giáp hạm này có hỏa lực, giáp bảo vệ và tốc độ vượt trội hơn nhiều so với lớp Iron Duke trước đó của Hải quân Hoàng gia Anh hay hay lớp König của Hải quân Đế quốc Đức. Lớp thiết giáp hạm Bayern của Đức thường được đánh giá có tính năng chiến đấu và kĩ thuật chế tạo tương đương với lớp Queen Elizabeth, chỉ ngoại trừ tốc độ tối đa của lớp này chậm hơn 3,7 km/h (2 knot) và có số lượng ít hơn (2:5).
Lớp Queen Elizabeth là những thiết giáp hạm đầu tiên được trang bị hải pháo BL-15 inch Mk I (381 mm), và được mô tả trong tài liệu Jane's Fighting Ships (ấn bản năm 1919) như là "lớp tàu chiến chủ lực tốt nhất từng được đưa ra hoạt động". Chúng được sử dụng rộng rãi trong cả hai cuộc thế chiến. HMS Barham bị đánh chìm cùng 2/3 thủy thủ đoàn của nó (khoảng 862 người) vào ngày 25 tháng 11 năm 1941 ở Địa Trung Hải bởi tàu ngầm U-331 của Hải quân Phát xít Đức..

## Bối cảnh lịch sử

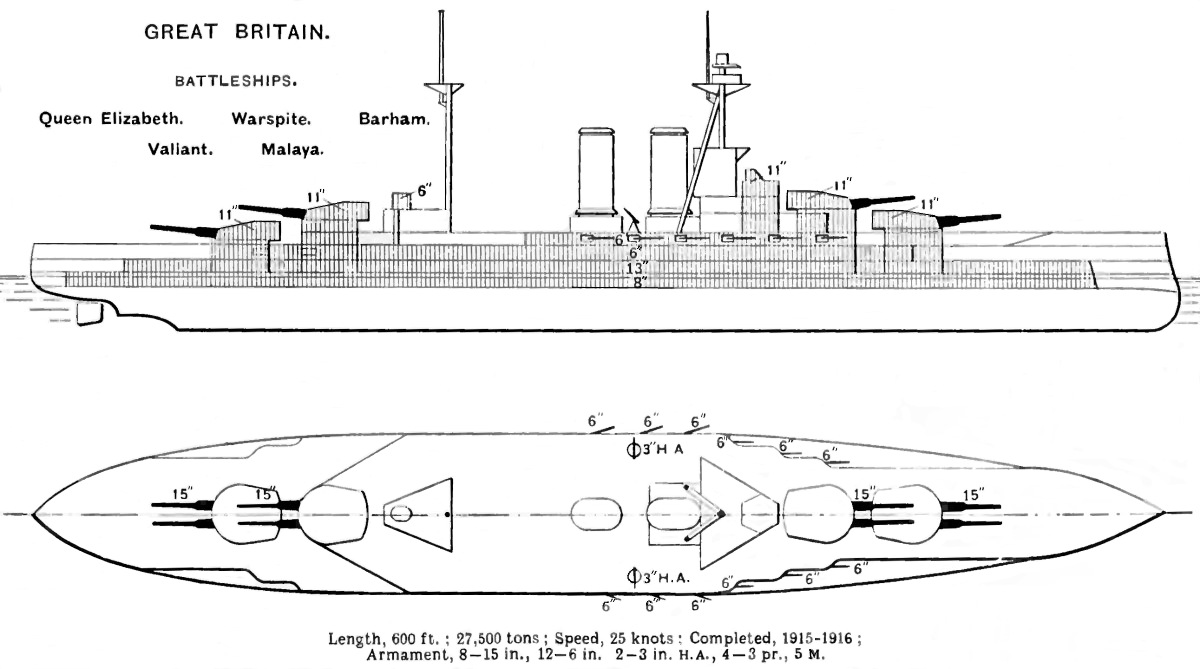
Lớp Queen Elizabeth như được mô tả trong Brassey's Naval Annual 1923

Tiếp theo sau sự thành công của kiểu hải pháo 343 mm (13,5 inch), Bộ Hải quân Hoàng gia quyết định tiếp tục phát triển một kiểu hải pháo 381 mm (15 inch) để trang bị cho các thiết giáp hạm trong "Chương trình Chế tạo 1912". Việc chuyển đổi sang cỡ pháo lớn hơn được thúc đẩy tiến hành sớm hơn một đến hai năm do sự can thiệp của Winston Churchill, lúc này đang làm việc tại Bộ Hải quân Admiralty. Thay vì chờ đợi các khẩu pháo nguyên mẫu, toàn bộ việc thiết kế được tối ưu hóa ngay trên bản vẽ cho kiểu vũ khí mới, và việc chế tạo được tiến hành ngay. Khi quyết định như vậy, Bộ Hải quân phải đương đầu với một nguy cơ đáng kể, vì việc quay trở lại cỡ pháo 13,5 inch sẽ làm yếu đi đáng kể những con tàu này.
Dự định ban đầu là những chiếc thiết giáp hạm mới sẽ có cấu hình giống như lớp Iron Duke với năm tháp pháo đôi và một tốc độ 38,9 km/h (21 knot) vốn là tiêu chuẩn vào thời đó. Tuy nhiên, người ta nhận thấy rằng, bằng cách giảm bớt cái gọi là tháp pháo "Q" ở giữa tàu, có thể giải phóng chỗ và trọng lượng cho một hệ thống động lực lớn hơn, đồng thời vẫn có được một hỏa lực pháo bắn qua mạn tàu mạnh hơn so với lớp Iron Duke. Chương trình Chế tạo 1912 nguyên thủy bao gồm ba thiết giáp hạm và một tàu chiến-tuần dương, có thể là một phiên bản cải biến của chiếc HMS Tiger được đặt tên là Leopard. Tuy nhiên, với tốc độ tối đa mà những chiếc thiết giáp hạm mới có thể đạt được lên đến 46,3 km/h (25 knot), người ta quyết định rằng chếc tàu chiến-tuần dương sẽ không cần đến, và một chiếc thiết giáp hạm thứ tư đã được chế tạo thay vào đó. Khi Liên hiệp các tiểu bang Malay cung cấp một ngân quỹ dành cho một tàu chiến chủ lực, người ta quyết định bổ sung thêm một thành viên thứ năm trong lớp, trở thành chiếc HMS Malaya.
Cục Chế tạo Bộ Hải quân cho rằng ý định như thế chỉ có thể thực hiện được nếu như những con tàu chỉ hoạt động bằng nhiên liệu dầu đốt. Những lớp tàu trước đây, kể cả những chiếc đang được chế tạo, sử dụng dầu đốt – lúc ấy vẫn còn tương đối khan hiếm – như là nhiên liệu bổ sung cho than, vốn là nhiên liệu chính mà Anh Quốc có nguồn dự trữ dồi dào. Tuy nhiên, Winston Churchill, lúc đó là Bộ trưởng Hải quân, đã tiến hành các biện pháp đảm bảo nguồn cung cấp dầu đốt trong thời chiến, cho phép tiếp tục tiến hành chương trình. Nguồn cung cấp dầu cuối cùng được đảm bảo nhờ thỏa thuận đàm phán cùng Ba Tư qua Hiệp định Dầu mỏ Anh-Ba Tư.
Trong khi đó, một cuộc điều tra do Đô đốc Jackie Fisher lãnh đạo đã nghiên cứu mọi vấn đề về tiếp liệu có liên quan đến việc sử dụng dầu thay thế cho than; và phương án sử dụng dầu được chấp thuận. Dầu đốt có những ưu điểm về mật độ năng lượng cao, đơn giản hóa việc bố trí tiếp nhiên liệu, không đòi hỏi thợ đốt lò, và giảm rất nhiều lượng khói sinh ra vốn ngăn trở việc điều khiển hỏa lực, và cũng giúp con tàu ít bị phát hiện trên đường chân trời.
Thêm một chiếc tàu chiến nữa trong lớp được chấp thuận vào năm 1914 và sẽ được mang tên Agincourt (cái tên sau đó được dùng cho một thiết giáp hạm dreadnought chiếm được của Thổ Nhĩ Kỳ. Trong khi hầu hết các nguồn và nhiều tài liệu chính thức trong hồ sơ Ships Cover của lớp đều mô tả nó như là một sự lặp lại của thiết kế Queen Elizabeth, một sử gia cho rằng Agincourt sẽ được chế tạo theo hướng một tàu chiến-tuần dương. Thiết kế được giữ lại vũ khí trang bị của lớp Queen Elizabeth, nhưng được thay thế lớp vỏ giáp mỏng hơn, ví dụ như chỉ còn 250 mm (10 inch) thay cho 300 mm (12 inch), nhằm đạt được tốc độ tối đa 52 km/h (28 knot). Dù như thế nào, kế hoạch chế tạo Agincourt bị hủy bỏ khi chiến tranh nổ ra vào năm 1914.

## Thiết kế

### Vũ khí trang bị
Kiểu hải pháo 381 mm (15 inch) trở thành một vũ khí hoàn toàn thành công trong phục vụ. Chúng tin cậy và độ chính xác cực cao, cho phép bắn những loạt đạn pháo khá chụm ở khoảng cách 18 km (20.000 yard). Tuy nhiên, thiết kế đạn pháo kém đã làm giảm hiệu quả chung trong trận Jutland, nhưng điều này được khắc phục bằng sự ra đời của kiểu đạn pháo "Green Boy" ưu việt vào năm 1918. Những khẩu pháo này vẫn còn có tính cạnh tranh trong giai đoạn Thế Chiến II sau khi được nâng cấp nhiều lần đạn pháo và bệ gắn có góc nâng lớn hơn, và HMS Warspite từng ghi được một phát trúng đích kỷ lục trong trận Calabria, cho đến nay vẫn là một trong những phát đạn hải pháo bắn trúng ở cự ly xa nhất trong lịch sử.

### Vỏ giáp
Lớp vỏ giáp bảo vệ được cải biến từ lớp Iron Duke trước đó, với một đai giáp dày hơn và cải thiện việc bảo vệ bên dưới mực nước. Quy mô của lớp vỏ giáp sàn tàu không được rộng rãi, như là một áp dụng thực hành thường thấy vào thời đó. Tuy nhiên, bốn chiếc trong lớp đã sống sót trải qua một lượng đạn pháo trúng đáng kể trong trận Jutland khi phục vụ trong Hải đội Thiết giáp hạm 5, nên cũng được đánh giá là thỏ đáng vào thời đó.

### Hỏa lực hạng hai
Như được thiết kế và áp dụng trên Queen Elizabeth, pháo 152 mm (6 inch) Mk XII được bố trí trong những ụ pháo súng trên sườn tàu, với sáu khẩu được điều khiển mỗi bên mạn tàu trong những ụ súng trên sàn bên trên, giữa tháp súng B và ống khói thứ hai, cùng hai khẩu trong những ụ súng thân tàu mỗi bên mạn trên sàn chính giữa các tháp súng X và Y, với tổng cộng mười sáu khẩu.
Việc bố trí dàn pháo hạng hai 152 mm (6 inch) trên những ụ súng trên sườn tàu làm giảm đáng kể dự trữ nổi của con tàu, vì chúng làm tràn nhiều nước khi di chuyển. Trong thực tế, các ụ pháo sẽ tràn nước ngay cả khi di chuyển ở tốc độ đường trường trong vùng biển động. Thêm vào đó, việc bố trí tiếp đạn cho các khẩu pháo 6 inch tương đối bị bộc lộ; trong trận Jutland, điều này đã đưa đến hậu quả một đám cháy đạn bên trên chiếc HMS Malaya khiến suýt làm mất con tàu.

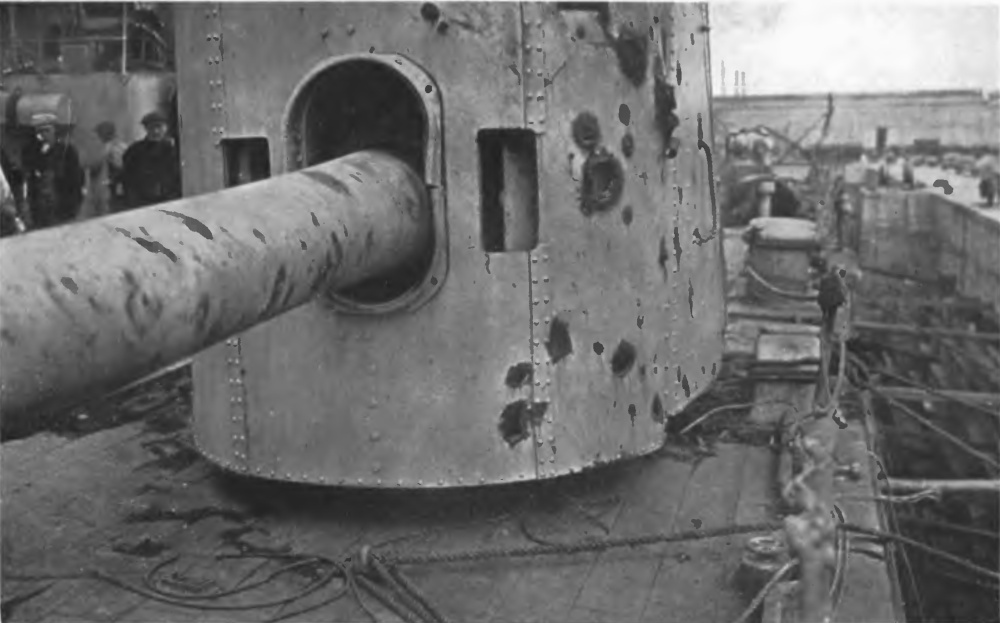
Các khẩu pháo bố trí trên sàn tháp chỉ huy phía trước được bổ sung trên mọi chiếc trong những năm 1915-1916, như trên chiếc Warspite sau trận Jutland.

Chẳng lâu sau đó, người ta nhận ra là bốn ụ pháo phía sau đuôi của Queen Elizabeth ít khi được dùng đến và bị tháo bỏ và hàn kín, còn trên những chiếc khác thì được hoàn tất mà không có chúng. Các ụ pháo phía mũi tàu trên mọi con tàu đều được thay thế bằng hai khẩu pháo bảo vệ bằng các tấm chắn bố trí trên sàn tháp chỉ huy trước, một khẩu mỗi bên mạn tàu. Mười khẩu pháo vốn không còn dùng đến cho lớp Queen Elizabeth (hai khẩu mỗi con tàu) được sử dụng để trang bị cho năm chiếc thuộc  M29 vào năm 1915.
Các khẩu pháo bố trí trên tháp phía trước được tháo bỏ vào năm 1916, để lại một cấu hình sau cùng gồm mười hai pháo 152 mm (6 inch) trên các ụ súng thân tàu cho đến những năm 1930. Dàn pháo hạng hai trên mỗi chiếc sau đó được hiện đại hóa theo các mức độ khác nhau và được mô tả chi tiết trên mỗi chiếc.

### Đánh giá
Ở một số khía cạnh, những con tàu trong lớp không đáp ứng hoàn toàn những yêu cầu cực cao. Chúng bị quá tải trầm trọng, do hậu quả của tầm nước quá lớn và không đạt được tốc độ thiết kế 46,3 km/h (25 knot) trong hoạt động. Dù sao, sự kết hợp nhiên liệu dầu đốt và có thêm nhiều lò đốt cho phép chúng đạt được khoảng 44,5 km/h (24 knot) trong hoạt động, vẫn là một cải tiến hữu ích so với tốc độ 38,9 km/h (21 knot) của hàng thiết giáp hạm truyền thống, và đủ nhanh để được xem là những thiết giáp hạm nhanh đầu tiên. Tuy nhiên, sau trận Jutland, Đô đốc John Jellicoe bị thuyết phục rằng con tàu chậm nhất của lớp chỉ đạt được tốc độ khoảng 42,6 km/h (23 knot), và đi đến kết luận rằng, vì đây được xem là tốc độ của hải đội, sẽ không an toàn nếu mạo hiểm đưa chúng ra hoạt động tách xa khỏi lực lượng chính.
Mặc dù có những vấn đề như vậy, hầu hết chúng được làm giảm nhẹ trong hoạt động. Những chiếc tàu chiến được hạm đội đón nhận và chứng minh sự thành công vượt trội trong chiến đấu. Việc tiết kiệm trọng lượng, chi phí và nhân lực do chỉ sử dụng dầu đốt đã được thể hiện đầy sức thuyết phục, cũng như những lợi ích của việc tập trung vũ khí mạnh hơn vào ít bệ pháo hơn.
Lớp tàu này được nối tiếp bởi lớp Revenge, sử dụng cấu hình của Queen Elizabeth và tiết kiệm tốc độ tối đa xuống còn 38,9 km/h (21 knot) như tốc độ tiêu chuẩn của hàng thiết giáp hạm.
Con tàu dự định tiếp cho chiếc Queen Elizabeth là một thiết giáp hạm nhanh chưa được đặt tên có độ nổi cao, dàn hỏa lực hạng hai được bố trí không bắt nước, một tầm nước nông và một tốc độ tối đa đạt ít nhất 55,6 km/h (30 knot). Tuy nhiên, Đô đốc Fisher đã thay đổi nó thành một kiểu tàu chiến-tuần dương nhanh hơn nữa nhưng có vỏ giáp mỏng hơn. Trong tổng số bốn chiếc trong lớp, chỉ có chiếc HMS Hood được hoàn thành. Cho dù lớp vỏ giáp được vội vã bổ sung trong quá trình chế tạo, mà về phương diện lý thuyết làm cho nó tương đương với Queen Elizabeth, Hải quân Hoàng gia nhận thức rõ những khiếm khuyết được khắc phục phần nào và luôn xếp loại Hood như một tàu chiến-tuần dương mà không phải là một thiết giáp hạm.

## Lịch sử hoạt động

### Chiến tranh Thế giới thứ nhất
Lớp tàu này đã hoạt động nổi bật trong Chiến tranh Thế giới thứ nhất. Queen Elizabeth được tách khỏi hải đội và tham gia Chiến dịch Dardanelles, nhưng đã không thể tham gia trận Jutland vì nó phải vào ụ tàu để bảo trì.
Trong trận Jutland, bốn chiếc trong lớp đã hình thành nên Hải đội Thiết giáp hạm 5 dưới quyền chỉ huy của Đô đốc Hugh Evan-Thomas, và trong trận giáp chiến cùng Hải đội Tuần tiễu 1 Đức của Đô đốc Franz von Hipper, chúng đã "bắn cực nhanh và chính xác" (theo lời Reinhard Scheer), gây hư hỏng cho SMS Lützow và Seydlitz cùng một số tàu chiến Đức khác. Những thiết giáp hạm này đã có thể đối chiến cùng các tàu chiến-tuần dương Đức từ khoảng cách 17.400 m (19.000 yard), vốn ngoài tầm bắn tối đa của các khẩu pháo Đức. Ba chiếc thuộc lớp Queen Elizabeth trúng phải đạn pháo trong trận chiến này, nhưng tất cả đều có thể quay về cảng nhà. Warspite là chiếc bị hư hại nặng nhất, bánh lái bị kẹt và trúng mười lăm phát làm nó suýt đắm.

### Giữa hai cuộc thế chiến
Giữa hai cuộc chiến, những con tàu được nâng cấp đáng kể, trong một vài trường hợp chế tạo một cấu trúc thượng tầng mới bên trên một thân tàu cũ. Chúng bao gồm hệ thống động lực mới, nồi hơi ống nhỏ, nâng cấp vỏ giáp sàn tàu, đai giáp chống ngư lôi, ống khói gộp, dàn hỏa lực hạng hai và hỏa lực phòng không mới cũng như việc bố trí hỏa lực và bổ sung các thiết bị điện tử. Queen Elizabeth, Valiant và Warspite là những chiếc được hiện đại hóa nhiều nhất, có một cầu tàu kiểu "Lâu đài Nữ hoàng Anne" mới trên cấu trúc thượng tầng và các tháp súng hạng hai mục đích kép.

### Chiến tranh Thế giới thứ hai
Trong Chiến tranh Thế giới thứ hai, lớp tàu này đã cũng hoạt động xuất sắc, mặc dù tuổi tác và sự lạc hậu của các thiết giáp hạm khi đối mặt với lực lượng không quân bắt đầu thể hiện.
Barham và Malaya, những chiếc ít được hiện đại hóa nhất trong lớp, chịu đựng sự bất lợi so với các thiết giáp hạm hiện đại. Dù vậy, chúng vẫn tỏ ra hữu ích; Malaya ngăn chặn được một cuộc tấn công trên một đoàn tàu vận tải vượt Đại Tây Dương bởi các tàu chiến-tuần dương Đức hiện đại Scharnhorst và Gneisenau đơn giản chỉ bằng sự hiện diện của nó. Queen Elizabeth, Warspite và Valiant, những chiếc được hiện đại hóa nhiều hơn, cũng thể hiện tốt hơn. Với các thiết bị kiểm soát hỏa lực hiện đại, Warspite ghi được một phát bắn trúng vào một thiết giáp hạm Ý trong trận Calabria ở khoảng cách 23,4 km (26.000 yard), một trong những phát hải pháo bắn trúng ở tầm xa nhất trong lịch sử.
Tuy nhiên, kỹ thuật ngư lôi hiện đại đã vượt qua đai giáp bảo vệ: vào tháng 11 năm 1941, Barham trúng phải ba ngư lôi bởi một tàu ngầm U-Boat và bị chìm trong vòng năm phút với thiệt hại nhân mạng trên 800 thành viên thủy thủ đoàn khi hầm đạn của nó phát nổ. Mặc khác, chúng tỏ ra rất bền bỉ: Warspite vẫn sống sót sau khi bị đánh trúng một quả bom lượn Fritz X Đức và hai quả suýt trúng, cùng một kiểu vũ khí mới đã đánh chìm một thiết giáp hạm Italy hiện đại; trong khi Queen Elizabeth và Valiant được sửa chữa và quay lại phục vụ sau khi bị hư hại nặng bởi mìn do người nhái Ý cài đặt trong cuộc đột kích cảng Alexandria năm 1941.

## Những chiếc trong lớp
Barham bị bắn trúng 5 phát trong trận Jutland, làm 26 người chết và 46 người bị thương, và đã bắn tổng cộng 337 quả đạn pháo. Trong Thế Chiến II, nó từng tham gia trận chiến mũi Matapan. Vào ngày 25 tháng 11 năm 1941, nó bị đánh trúng ba quả ngư lôi từ chiếc tàu ngầm U-331, và bị đánh chìm cùng với 850 thành viên thủy thủ đoàn. Đoạn phim quay lại cảnh con tàu nghiêng qua mạn trái và nổ tung sau đó, trở thành một trong những vụ nổ không phải do hạt nhân lớn nhất từng được ghi hình.
Malaya bị bắn trúng 8 phát trong trận Jutland, làm 63 người chết và 68 người bị thương, và đã bắn tổng cộng 215 quả đạn pháo. Trong Thế Chiến II, nó hộ tống các đoàn tàu vận tải, và bị hư hại bởi một ngư lôi từ tàu ngầm Đức U-106 vào năm 1941. Sau đó nó tiếp tục vai trò hộ tống đoàn tàu vận tải và hỗ trợ nhiều hoạt động sau cuộc đổ bộ Normandy cho đến khi ngừng hoạt động vào năm 1945.
Queen Elizabeth bị lỡ mất trận Jutland, nhưng đã tham gia chiến dịch Dardanelles trong Thế Chiến I. Sang Thế Chiến II, nó trúng phải mìn do người nhái Ý cài đặt và bị mắc cạn tại vùng nước nông của cảng Alexandria vào năm 1941. Nó được sửa chữa sau đó, và phục vụ tại Viễn Đông cho đến năm 1945.
Valiant không bị bắn trúng phát nào trong trận Jutland, nhưng có một người bị thương, và đã bắn tổng cộng 288 quả đạn pháo. Trong Thế Chiến II, nó tham gia vụ phá hủy Hạm đội Pháp tại Mers-el-Kebir, rồi bị trúng mìn và hư hại tại Alexandria vào năm 1941. Nó được sửa chữa sau đó, và phục vụ tại Viễn Đông cho đến năm 1944. Ngày 8 tháng 8 năm 1944, trong khi ở trong ụ tàu nổi ở Trincomalee thuộc Ceylon, nó bị hư hại nặng vì ụ tàu sụp đổ khiến việc sửa chữa nó kết thúc.
Warspite có lẽ là chiếc tàu chiến có lịch sử hoạt động nổi bật nhất của Hải quân Hoàng gia trong thế kỷ 20. Nó bị hư hại nặng trong trận Jutland, khi bị bắn trúng ít nhất 15 quả đạn pháo hạng nặng, làm 14 người chết và 32 người bị thương, và đã bắn tổng cộng 259 quả đạn pháo. Trong Thế Chiến II, nó tham gia nhiều hoạt động, bao gồm trận Narvik, trận chiến mũi Matapan, trận Crete và Salerno, nơi nó bị một quả bom lượn Đức đánh trúng. Nó không bao giờ được sửa chữa triệt để, và trở thành một pháo hạm duyên hải, hỗ trợ cho cuộc đổ bộ Normandy và các hoạt động tại các khu vực khác của nước Pháp.
Agincourt thường được xếp cùng một nhóm với lớp Queen Elizabeth. Nó được chấp thuận cho chế tạo vào năm 1913, và dự định sẽ hoàn thành vào cuối năm 1916, nhưng kế hoạch chế tạo bị hủy bỏ khi Thế Chiến I bùng nổ.
Đạo luật Hỗ trợ Hải quân Canada 1913 dự định cung cấp ngân quỹ cho ba thiết giáp hạm hiện đại, tương tự như cách mà chiếc HMS Malaya được tài trợ, và hầu như sẽ bổ sung thêm ba thành viên cho lớp Queen Elizabeth. Tuy nhiên, đạo luật này gặp phải sự phản đối căng thẳng tại Quốc hội nên không được thông qua. Người ta không rõ là liệu những con tàu chiến này sẽ hoạt động trong Hải quân Hoàng gia như là một món quà trọn gói, giống như trường hợp của Malaya hoặc tàu chiến-tuần dương New Zealand, hay chúng sẽ hoạt động cùng Hải quân Hoàng gia Canada giống như trường hợp của chiếc HMAS Australia, một tàu chị em của New Zealand phục vụ cùng Hải quân Hoàng gia Australia).
| Tàu             | Đặt lườn             | Hạ thủy              | Hoạt động            | Số phận                                              |
| Barham          | 24 tháng 2 năm 1913  | 31 tháng 10 năm 1914 | 19 tháng 10 năm 1915 | Bị tàu ngầm U-331 đánh chìm 25 tháng 11 năm 1941     |
| Malaya          | 20 tháng 10 năm 1913 | 18 tháng 3 năm 1915  | 1 tháng 2 năm 1916   | Ngừng hoạt động năm 1944; tháo dỡ năm 1948           |
| Queen Elizabeth | 21 tháng 10 năm 1912 | 16 tháng 10 năm 1913 | 1915                 | Ngừng hoạt động năm 1945; tháo dỡ năm 1948           |
| Valiant         | 31 tháng 1 năm 1913  | 4 tháng 11 năm 1914  | 19 tháng 2 năm 1916  | Ngừng hoạt động năm 1948; tháo dỡ năm 1948           |
| Warspite        | 31 tháng 10 năm 1912 | 26 tháng 11 năm 1913 | 8 tháng 3 năm 1915   | Ngừng hoạt động 1 tháng 2 năm 1945; tháo dỡ năm 1950 |
| Agincourt       |                      |                      |                      | Kế hoạch chế tạo bị hủy bỏ năm 1914                  |